# Castellaniella daejeonensis
Castellaniella daejeonensis es una especie de bacteria gramnegativa del género Castellaniella. Fue descrita en el año 2010. Su etimología hace referencia a la ciudad de Daejeon, Corea del Sur. Es anaerobia facultativa y móvil. Tiene un tamaño de 0,3-0,5 μm de ancho por 1,4-1,7 μm de largo. Catalasa y oxidasa positivas. Temperatura de crecimiento entre 25-42 °C, óptima de 30 °C. Forma colonias circulares, lisas, convexas, brillantes y amarillentas en agar R2A tras 2 días de incubación. Tiene un contenido de G+C de 66,2%. Se ha aislado del suelo en Daejeon, Corea del Sur.